# Ponte a Bozzone
Ponte a Bozzone è una frazione del comune italiano di Castelnuovo Berardenga, nella provincia di Siena, in Toscana.

## Geografia fisica
La frazione di Ponte a Bozzone si sviluppa lungo la vallata del torrente Bozzone, nel punto in cui questi accoglie nel suo corso le acque del tributario fosso Scheggiola (8 km). Il fondovalle di Ponte a Bozzone è delimitato dalle alture di Monteliscai a sud-ovest, oltre il corso del Bozzone, e di Pontignano a nord e di Geggiano a est. La frazione confina inoltre con la frazione di San Giovanni a Cerreto, mentre il torrente segna il confine con il territorio comunale di Siena.
Ponte a Bozzone dista circa 13 km dal capoluogo comunale di Castelnuovo Berardenga e poco più di 7 km da Siena.

## Monumenti e luoghi d'interesse

### Architetture religiose
- Chiesa dei Santi Pietro e Paolo, chiesa parrocchiale della frazione, eredita il titolo dell'antica parrocchia di Monteliscai.[3][4] L'edificio è stato costruito a partire dal 2000 – con posa della prima pietra da parte dell'arcivescovo Gaetano Bonicelli il 29 giugno di quell'anno – e consacrata solennemente il 29 giugno 2007 da monsignor Antonio Buoncristiani.[4][5] L'organo della chiesa è stato installato da Paolo Ciabatti nel 2012 e proviene dalla chiesa di St. Kastor di Miesenheim, Andernach, dove era stato costruito nel 1963 da Josef Klein da Obersteinebach con materiali di un organo del 1922.[6] Le tre campane, fuse nel 2006 nelle fonderie "Capanni" di Castelnovo ne' Monti, furono installate l'8 dicembre 2007: esprimono le note Si, Do diesis e Re diesis.[4]
- Certosa di San Pietro, detta anche certosa di Pontignano, è uno dei principali luoghi di culto della Berardenga, posto a 324 metri s.l.m. poco a nord del paese sulla strada per Vagliagli. Nel 1341, Bindo di Falcone acquistò la terra e il permesso di costruire una certosa risale al 1343. Le mura a protezione del luogo di culto risalgono al 1385 e furono costruite dalla Repubblica di Siena. All'interno si conservano pregevoli affreschi realizzati sotto la direzione di Bernardino Poccetti, tra cui la Passione, San Giovanni Battista, San Brunone e Storie della Vergine, e altre opere, tra i vari, di Giuseppe Nicola Nasini, Francesco Vanni e Antonio Fanzaresi. La certosa fu incendiata nel 1478 e dopo la ricostruzione fu occupata da guarnigiani militari durante la guerra di Siena. Dal 1785 fino all'occupazione napoleonica all'inizio del XIX secolo, la certosa appartenne ai camaldolesi. Dal 1959 la certosa di Pontignano è di proprietà dell'Università di Siena.
- Cappella della Madonna del Rosario, cappella gentilizia della villa di Geggiano risalente alla seconda metà del XVIII secolo.
- Cappella della villa di Monaciano

### Architetture civili
- Ponte sul Bozzone, opera posta sulla via Chiantigiana ad attraversamento del torrente Bozzone, risale al XIII-XIV secolo.[7] Restaurato nel 1821 dall'architetto Agostino Fantastici,[8] fu danneggiato durante i bombardamenti della seconda guerra mondiale, con la perdita dell'arcata centrale, e ristrutturato negli anni immediatamente successivi.[7] Conserva un'unica arcata voltata a botte in laterizio, a sesto ribassato, con concio in chiave di travertino bianco.[7]
- Villa di Geggiano, di proprietà della famiglia Bianchi Bandinelli fin dal 1530, fu trasformato nel 1768 in una grande villa con cappella e giardino,
- Villa di Monaciano, documentata fin dal XVII secolo, ha ricevuto il proprio aspetto da una serie di ristrutturazioni avvenute tra il 1870 e il 1885, quando era divenuta proprietà della famiglia Sansedoni. Fuori dalla villa si apre un pregevole giardino all'inglese.

## Geografia antropica
La frazione di Ponte a Bozzone comprende, oltre al centro abitato principale, anche alcune varie località minori della campagna che vertono su di esso. Si ricordano le località di Bagnolo, Cellole, Cellolino, Geggiano, Monaciano, Pontignano, Pontignanello e Scheggiolla.

## Infrastrutture e trasporti
Il centro abitato di Ponte a Bozzone è situato sulla strada provinciale 408 Via Chiantigiana, che collega la città di Siena a Montevarchi, nella provincia di Arezzo.